# 桃花吐镇
桃花吐镇，是中华人民共和国辽宁省朝阳市双塔区下辖的一个乡镇级行政单位。

## 行政区划
桃花吐镇下辖以下地区：
李家窝铺村、上桃花吐村、下桃花吐村、梨树沟村、下洼村、平顶山村、南台村、坤头营村、林四家村、小桃花吐村、荒地村和白腰村。